# Al Starita
Al Starita (* 27. März 1897 in Neapel, Italien; † 2. August 1960 in Palm Beach, Florida) war ein amerikanischer Jazzmusiker (Altsaxophon, Klarinette, auch Gesang, Arrangement), der in den 1920er-Jahren in London erfolgreich als Bandleader arbeitete.

## Leben und Wirken
Starita arbeitete ab den frühen 1920er-Jahren in der New Yorker Musikszene; erste Plattenaufnahmen entstanden 1921 mit The Four Bright Sparks („High Society Blues“ (Columbia), mit Van Phillips, Arthur Young oder Sid Bright, Len Fillis, Rudy Starita). Unter eigenem Namen spielte er ebenfalls 1921 den Titel „Wang Wang Blues“ ein.
In den folgenden Jahren arbeitete er mit seinem Bruder Ray in London; 1923 gehörten sie der Hausband des Savoy Hotel, The Savoy Orpheans an. 1924 nahm er mit den Savoy Orpheans auf („Eccentric“), ebenso mit The Finney Tribe um den Altsaxophonisten Herb Finney. Gemeinsam mit Jack Hylton leitete er die Kit-Cat-Band, die im gleichnamigen Londoner Club auftrat und der auch Ted Heath und Sid Bright angehörten. Mit der Band machte Starita auch Aufnahmen für His Master’s Voice und Columbia („That’s my Hap-hap-happiness“); einige Titel wie „Cover Me Up with Sunshine“, „Sad’n’Blue“ oder „South Wind“ erschienen unter Jack Hylton’s Hyltonians, womit HMV versuchte, an den Erfolg von Paul Whiteman anzuknüpfen.
In den folgenden Jahren leitete Starita außerdem das Quartett The Gilt-Edged Four, dem auch Sid Bright, Max Goldberg (Trompete) und Len Fillis (Banjo, Gitarre) (Starita stand am 23. November 1925 in London als sein Trauzeuge) angehörten („Don’t Bring Lulu“, Columbia). Ab 1928 leitete er die Bigband The Piccadilly Players, der auch Sylvester Ahola angehörte. Mit der Band nahm er Nummern auf wie Gershwins „He Loves and She Loves“ (aus dem Musical Funny Face von 1928), „Counting the Milestones“, „If I Had You“ und „He’s a Good Man to Have Around“ (mit Eddie Collis, Gesang). 1929 begleitete er mit seinem Orchester Fred Astaire („Not My Girl“/„Louisiana“). Im Bereich des Jazz war er zwischen 1921 und 1929 an 53 Aufnahmesessions beteiligt. 1929 verließ er England und arbeitete als Orchesterleiter in Australien, jedoch ohne weiter aufzunehmen.